# Juan Manuel Davies Eiso
Juan Manuel Davies Eiso (ur. 1948) – pisarz i poeta z Gwinei Równikowej.
Urodził się w San Carlos (dzisiejsza Luba) w okresie hiszpańskich rządów kolonialnych. Edukację na poziomie podstawowym i średnim odebrał w Santa Isabel (dzisiejsze Malabo). Kilka miesięcy przed ogłoszeniem niepodległości przez Gwineę wyjechał do Hiszpanii, gdzie podjął studia na stołecznym Instituto Nacional de Educación Física (INEF). Pracował następnie jako trener koszykówki, między innymi jako trener młodzieżowej kadry Realu Madryt. W 1975 wyjechał do Stanów Zjednoczonych, uzyskał magisterium z filologii hiszpańskiej na Seton Hall University w New Jersey. Ostatecznie osiadł w USA na stałe.
Jego dorobek literacki obejmuje poezje, powieści oraz krótkie formy prozatorskie. Opublikował między innymi Abiono (2004),  La huída de mamá Uro (2008), El rincón de Polopó (2009) oraz Recuerdo de anteayer (2013).